# Richard Anuszkiewicz

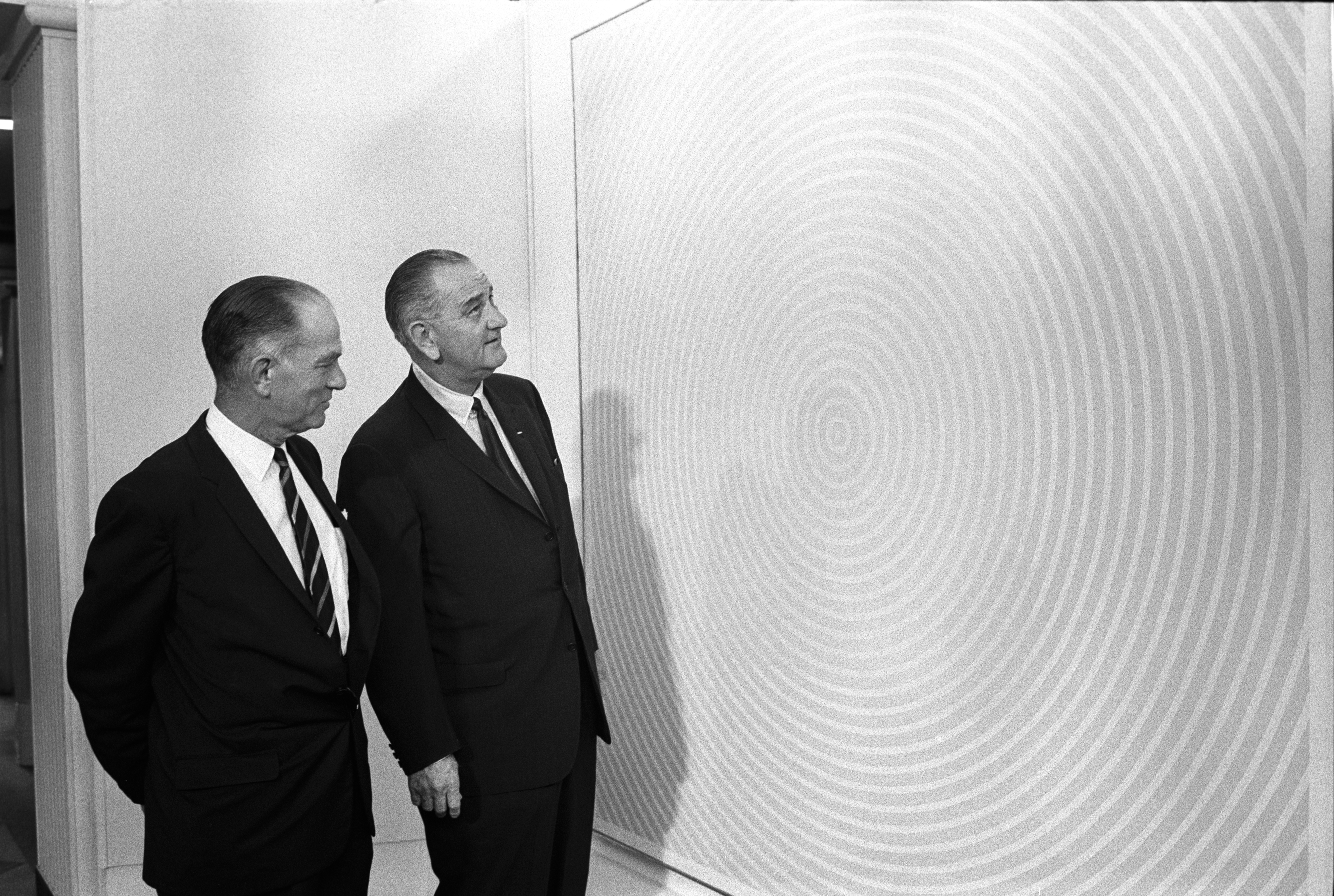
Amerykański prezydent Lyndon B. Johnson przed obrazem Anuszkiewicza (1965).

Richard Joseph Anuszkiewicz (ur. 23 maja 1930 w Erie, zm. 19 maja 2020 w Englewood) – amerykański malarz i grafik, przedstawiciel op-artu i hard-edge paintingu.

## Życiorys
Urodzony 23 maja 1930 w Erie w stanie Pensylwania jako syn emigrantów z Polski, Adama Anuszkiewicza i Wiktorii z Jankowskich. Uczył się w Cleveland Institute of Art, w stanie Ohio, w latach 1948–1953. Ukończył studia na wydziale Sztuki i Architektury Uniwersytetu Yale (razem z Josefem Albersem), gdzie uzyskał tytuł magistra sztuk pięknych. Wyróżnikiem sztuki Richarda Anuszkiewicza od początku jego twórczości była linia – świadczy o tym napisana u Josefa Albersa praca studencka, zatytułowana Kreacja przestrzeni poprzez rysunek linii. Był jednym z prekursorów op-artu, kierunku panującego w sztuce w latach 60. XX wieku.

## Działalność artystyczna
Po ukończeniu serii grafik i obrazów, tytułowanych podobnie jak serigrafie – Świątynia Ognistej Czerwieni, czy Świątynia Wieczornej Żółcieni – Anuszkiewicz zrealizował serię dużych, malowanych obiektów z drewna, o różnych kształtach, bezpośrednio wchodzących w przestrzeń. Dzięki niewielu zabiegom – poprzez zróżnicowanie grubości pionowych linii jednej barwy, położonych na skontrastowanym, prawie monochromatycznym tle – artysta doprowadzał do przestrzennego promieniowania koloru. Prace te, których źródłem była między innymi „Świątynia Złotej Czerwieni”, zostały skonstruowane inaczej niż wcześniejsze op-artowskie obrazy – bez wykorzystywania typowej dla tego kierunku iluzji optycznej i jej percepcji.
W nowym cyklu Anuszkiewicza dostrzeżono nie tylko umiejętność manipulowania układami form i kolorów, zasadniczych dla op-artu, ale także obecność głębszych, kreujących całe dzieło „demiurgicznych” idei, odnoszących się do całości rzeczywistości. Wiedzę o iluzyjnym sposobie budowania form i możliwościach wywoływania przez nie poczucia ruchu, artysta od dawna miał już za sobą: z początkiem lat sześćdziesiątych zrealizował wiele prac, w których zajmowało go pozorne poruszanie się zgeometryzowanych figur w przestrzeni. W tym samym czasie w innych obrazach sugerował istnienie ruchu i pulsowanie płaszczyzn, posługując się głównie diagonalnie ustawionym kolorem.
Najchętniej wykorzystywał jednak regularne figury i linie proste. To właśnie one najczęściej konstruowały zgeometryzowane, podstawowe formy. Ich poetyczność i rzeczowość podkreślały oszczędnie stosowane barwy – zindywidualizowane w tonacjach, obecne w postaci wytrawnych, długich linii, wywoływały wrażenie promieniowania światła lub pulsowania płaszczyzn.
W połowie lat osiemdziesiątych krytycy amerykańscy uznali Anuszkiewicza za jednego z najważniejszych twórców op-artu, kontynuującego tradycje wielkiej klasyki malarskiej. Wymieniali przy tym nie tylko nazwiska Mondriana, Malewicza i Albersa, ale także Moneta, Seurata czy Matisse’a, uważając że kreowana przez Anuszkiewicza przestrzeń, jest uzyskiwana poprzez specyficzny sposób stosowania linii i koloru.

## Wystawy
- 1955: Butler Art Institute, Youngstown
- 1960: The Contemporaries, Nowy Jork
- 1961: The Contemporaries, Nowy Jork
- 1963: The Contemporaries, Nowy Jork
- 1965: Sidney Janis Gallery, Nowy Jork
- 1966: Cleveland Museum of Art
- 1967: Sidney Janis Gallery, Nowy Jork
- 1967: Galerie der Spiegel, Kolonia
- 1967: The Hopkins Center, Hanover
- 1968: Kent State University, Kent
- 1969: Sidney Janis Gallery, Nowy Jork
- 1971: Sidney Janis Gallery, Nowy Jork
- 1972: De Cordova Museum, Lincoln
- 1972: Jacksonville Art Museum, Jacksonville
- 1972: Loch Haven Art Center, Orlando
- 1973: Sidney Janis Gallery, Nowy Jork
- 1973: Summit Art Center, Summit
- 1975: Andrew Crispo Gallery, Nowy Jork
- 1976: Andrew Crispo Gallery, Nowy Jork
- 1976: Ulrich Museum of Art, Wichita
- 1976: La Jolla Museum of Contemporary Art, La Jolla
- 1976: Fairlawn Public Library, Fair Lawn
- 1977: University Art Gallery, Berkeley
- 1977: Columbus Museum of Art, Columbus
- 1978: Ringling Museum, Sarasota
- 1978: Allentown Art Museum, Allentown
- 1979: Alex Rosenberg Gallery, Nowy Jork
- 1979: Instytut Sztuki Clarków, Williamstown
- 1980: Brooklyn Museum, Brooklyn, Nowy Jork
- 1980: Carnegie Institute of Art, Pittsburgh
- 1981: University Fine Arts Galleries, Tallahassee
- 1981: Carnegie Institute of Art, Pittsburgh
- 1981: Lowe Arts Museum, Coral Gables
- 1982: Museum of Art, Fort Lauderdale
- 1982: Museo Rayo, Roldanillo, Valle del Cauca
- 1982: Centro Colombo-Americano, Bogota
- 1982: Fairlawn Public Library, Fair Lawn
- 1983: Atlantic Center For The Arts, New Smyrna Beach
- 1984: Pembroke Gallery, Houston
- 1984: Butler Art Institute, Youngstown
- 1984: The Heckscher Museum, Huntington
- 1984: Graham Modern, Nowy Jork
- 1984: Canton Art Institute, Canton
- 1985: Schweyer-Galdo Galleries, Pontiac
- 1985: Hokin/Kaufman Gallery, Chicago
- 1985: Charles Foley Gallery, Columbus
- 1986: Brevard Art Center and Museum, Melbourne
- 1986: Tampa Museum, Tampa
- 1986: Pelham Art Center, Pelham